# Filateli

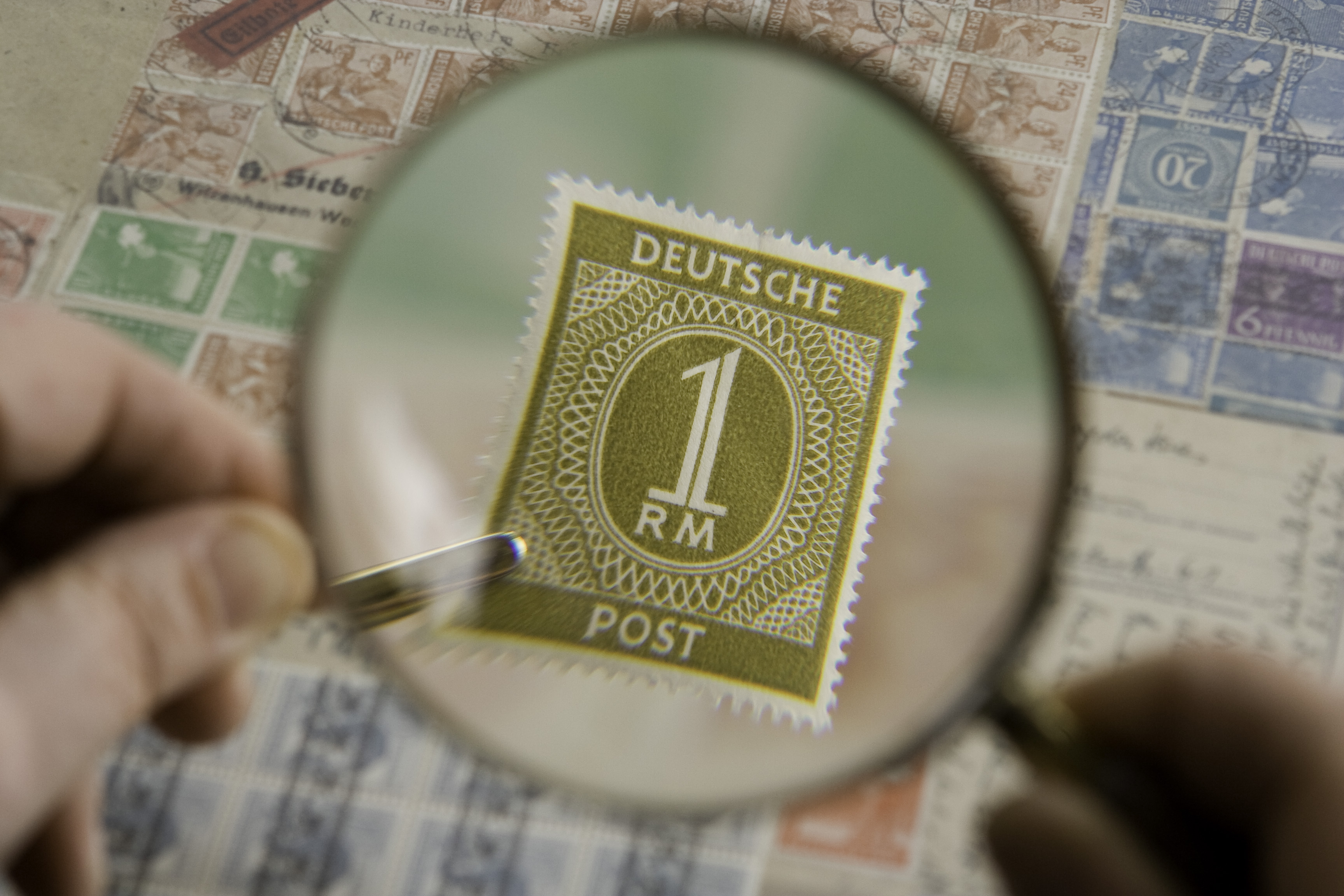
Frimärke sett genom ett förstoringsglas.

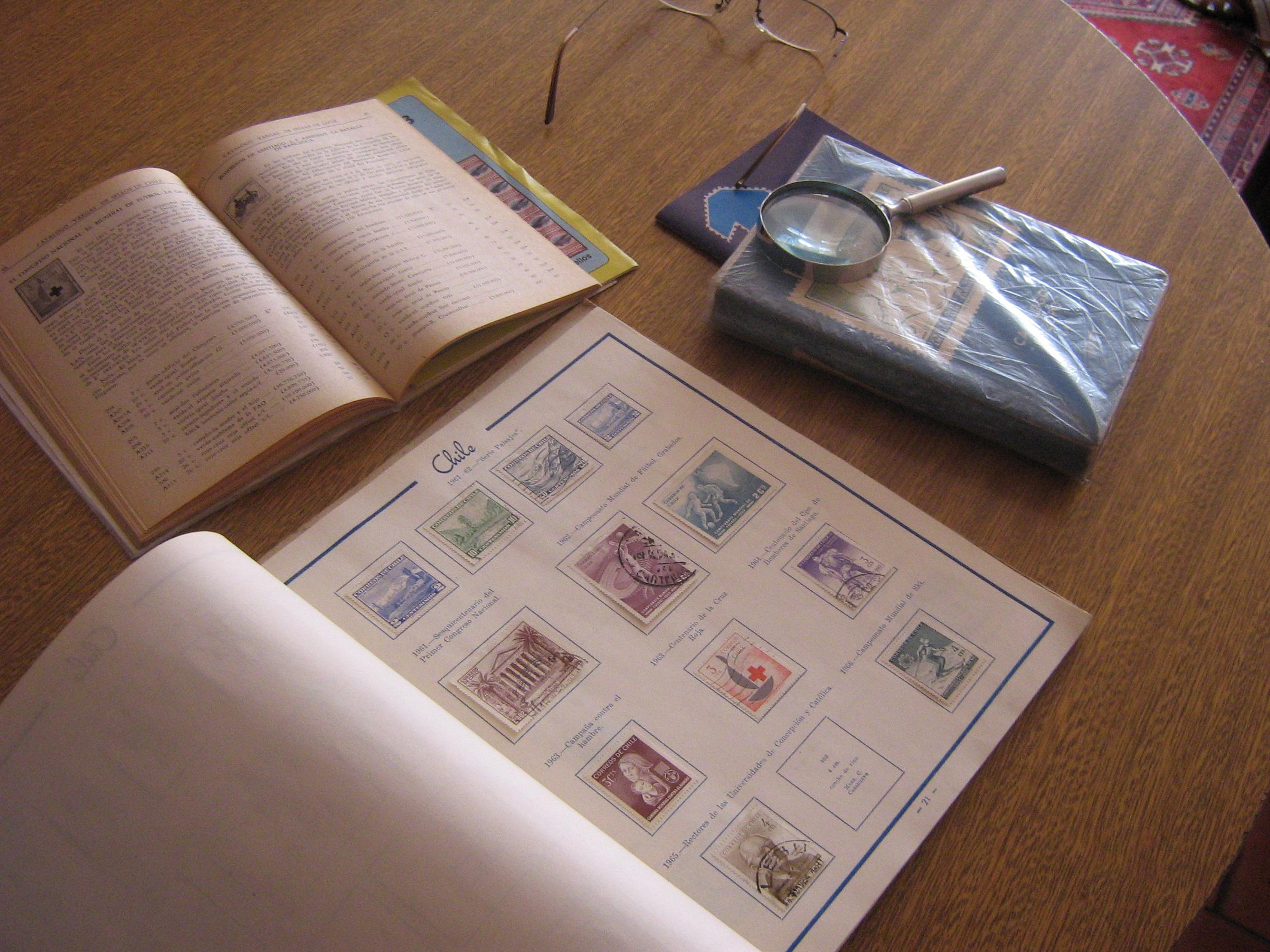
Album med frimärken.

Filateli är samlandet och studiet av frimärken och helsaker. 
Frimärkssamlande har förekommit i stort sett lika länge som det har funnits frimärken, det vill säga sedan mitten av 1800-talet. Till att börja med samlades bara stämplade frimärken. Målet var att samla ihop alla märken som över huvud taget givits ut.  
Allteftersom värdet på de äldsta frimärkena steg och postverken gav ut allt fler frimärken blev det ofta nödvändigt att inrikta samlingen på ett specifikt tema. En vanlig sådan inriktning var att samla alla frimärken utgivna av ett visst land. Denna form av filateli kallas idag klassisk filateli eller landssamlande. Numera är det även vanligt att man begränsar sin samling till en viss tidsperiod i ett lands frimärksutgivning. Detta för att lättare kunna kunna fördjupa samlandet till att även innefatta exempelvis alla förekommande varianter, nyanser eller stämpeltyper. I vissa fall samlar man till och med bara ett enda frimärke.

## Ordets betydelse
Ordet filateli kommer från grekiskans "filos" (vän) och "telos" (avgift). Ordet förfranskades till philatélie, myntat av Georges Herpin år 1864.
Herpin menade att frimärken hade samlats och studerats under sex eller sju år, och ett bättre ord behövdes för denna nya hobby än timbromanie som ogillades. De alternativa benämningarna "timbromania", "timbrofili" och "timbrologi" kom att användas allt mindre efter att filateli blev accepterat under 1960-talet.

## Häftessamlande
Vid häftessamlande är det inte enbart frimärkena i frimärkshäftet som är av intresse. Omslaget och olika trycktekniska detaljer är här lika viktiga. Häftessamlaren intresserar sig för specialiteter såsom cylindersiffror, kontrollnummer och ryggtryck med mera. Frimärkshäften trycks i cylinder-tryckpressar. På marginalremsan finns kontrollnummer och cylindersiffror. Andra marginaltecken och varianter kan förekomma. Det innebär att antalet varianter av varje häfte kan vara mycket stort.
Det finns många olika sätt att samla häften. Vi försöker här beskriva några av dem.
Cylindersiffra
Cylindersiffra kan förekomma som en 1:a eller som en 2:a. Anledningen är att kunna spåra från vilken cylinderhalva som trycket kommer ifrån. Cylindersiffran kan ibland delas mellan två häften.
Kontrollnummer
Kontrollnummer är oftast fem siffror. Andra längder kan förekomma. Kontrollnumret trycks i marginalen för att hålla reda på hur många tryck som gjorts. Kontrollnummer kan ibland delas mellan två häften.
Ryggtryck
Ryggtryck trycks på var 50:e häfte. Det syns lätt i en bunt av häften, men kan förekomma i en del varianter.
Dubblar och tripplar
Cylindersiffra, kontrollnummer och ryggtryck kan ibland hamna i samma häfte. Det kallas då dubbel och trippel
Frimärken på självhäftande ark
År 2000 gav Posten ut det första "häftet" med självhäftande frimärken "Tecken i Skyn". Ryggtrycket döptes då om till Femtiomarkering. År 2014 började man använda en ny tryckpress och en ny markering Gråkil dök då upp. Cylindersiffran som tidigare endast varit en 1:a eller 2:a kunde nu även vara en 3:a.
År 2016 införde PostNord ännu ett marginaltecken i form av fyra fyllda cirklar  i färgerna svart, gul, röd och blå. Det första "häftet" var "Mat i Sverige".

## Motivsamlande
Motivsamlande eller motivfilateli är ett annat sätt att specialisera sitt samlande på. Då utgår man från frimärkets motiv i stället för från vilket land det kommer från. Motivsamlare använder ofta andra objekt än vanliga frimärken i sina samlingar som exempelvis motivstämplar och frankostämplar.

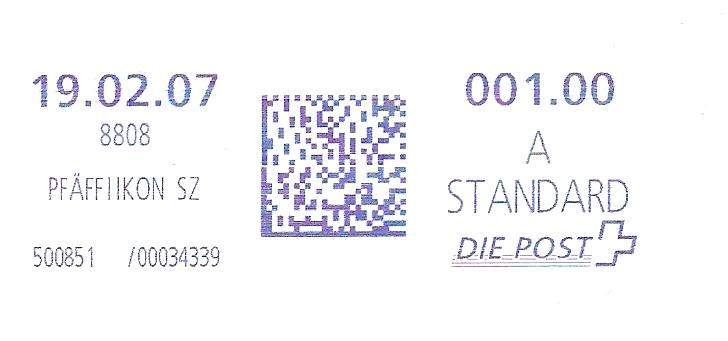
Frankostämplar.

## Temasamlande
Ett närliggande samlarområde är temasamlande. I stället för att strikt följa ett motiv inriktar man sig istället på tema som exempelvis flygpost och samlar inte bara på brev som distribuerats med flyg utan även på frimärken med flygpostmotiv och liknande.

## Hembygdsfilateli
Inom hembygdsfilatelin samlar man på alla postala objekt som kommer från en viss ort. Det kan vara frimärken som är stämplade på en viss postanstalt, motivstämplar använda vid särskilda händelser på orten och liknande.
Samlar man på brev som är avsända innan det fanns frimärken ägnar man sig åt förfilateli. Redan i slutet på sextonhundratalet användes stämplar för att visa att portot var betalt. Dessa stämplar utvecklades i flera steg till de datumstämplar som kom att användas för att makulera frimärkena med.

## Posthistoria
Att samla på postal dokumentation och material som är relaterat till posthistoria är ett område som växer. Förutom helsaker så kan det röra sig om cirkulär, postala kvitton, blanketter, etiketter med mera. 
Se länk nedan

## Variantsamlande
Variantsamlaren har specialiserat sig på ett frimärke eller en serie av frimärken. Där studeras och samlas alla olika trycktekniska fenomen som kan förekomma. Det kan röra sig om små skillnader, exempelvis till följd av förslitning eller skador på tryckplåtarna. Plåtning innebär att man försöker rekonstruera hela tryckplåten för ett visst frimärke, d.v.s. filatelisten skall ha minst ett frimärke från varje position i tryckplåten. Det kan röra sig om 100 eller 200 olika positioner, där skillnaderna är mycket små.

## Annorlunda filateli
Annorlunda filateli eller bältesspännarfilateli var ursprungligen samlandet av frimärken från de lokala postbolagen, som under det tidiga 1900-talet. Samlarområdet kom undan för undan att utvidgas till brevmärken, postala etiketter, frankostämplar, postala blanketter och allt annat som kan föras till posthantering. Även objekt som liknar frimärken till form eller funktion, såsom radiolicensmärken, stämpelmärken, fraktmärken och liknande, räknas till detta område.

## Vykort
Inom kretsen av filatelister pågår ständigt en diskussion huruvida vykortssamlande (deltiologi) skall räknas in i filatelin eller ligga utanför.

## Kataloger
För filatelisterna spelar frimärkskataloger och frimärkslitteratur en stor roll. Med hjälp av katalogen kan såväl nybörjaren som den mer erfarne filatelisten se vilka objekt som saknas i den egna samlingen. Det finns kataloger som upptar frimärken från hela världsdelar, medan andra kan uppta bara varianter på en enda serie från ett land. Kataloger finns idag även i digital form.
De största internationella katalogerna är bland andra: Stanley Gibbons (Storbritannien - Hela världen), Michel (Tyskland - Hela världen), Yvert & Tellier (Frankrike & kolonier) och Scott (USA - Hela världen). Exempel på regionala kataloger: Facit (Sverige - Norden), AFA (Danmark, Norden, Europa), Vlastos och Hellas (Grekland med biområden) och Zumstein (Schweiz - Liechtenstein, Europa).
Exempel på specialiserade kataloger: Facit Postal (Sverige - ortsstämplar)

## Utställningar

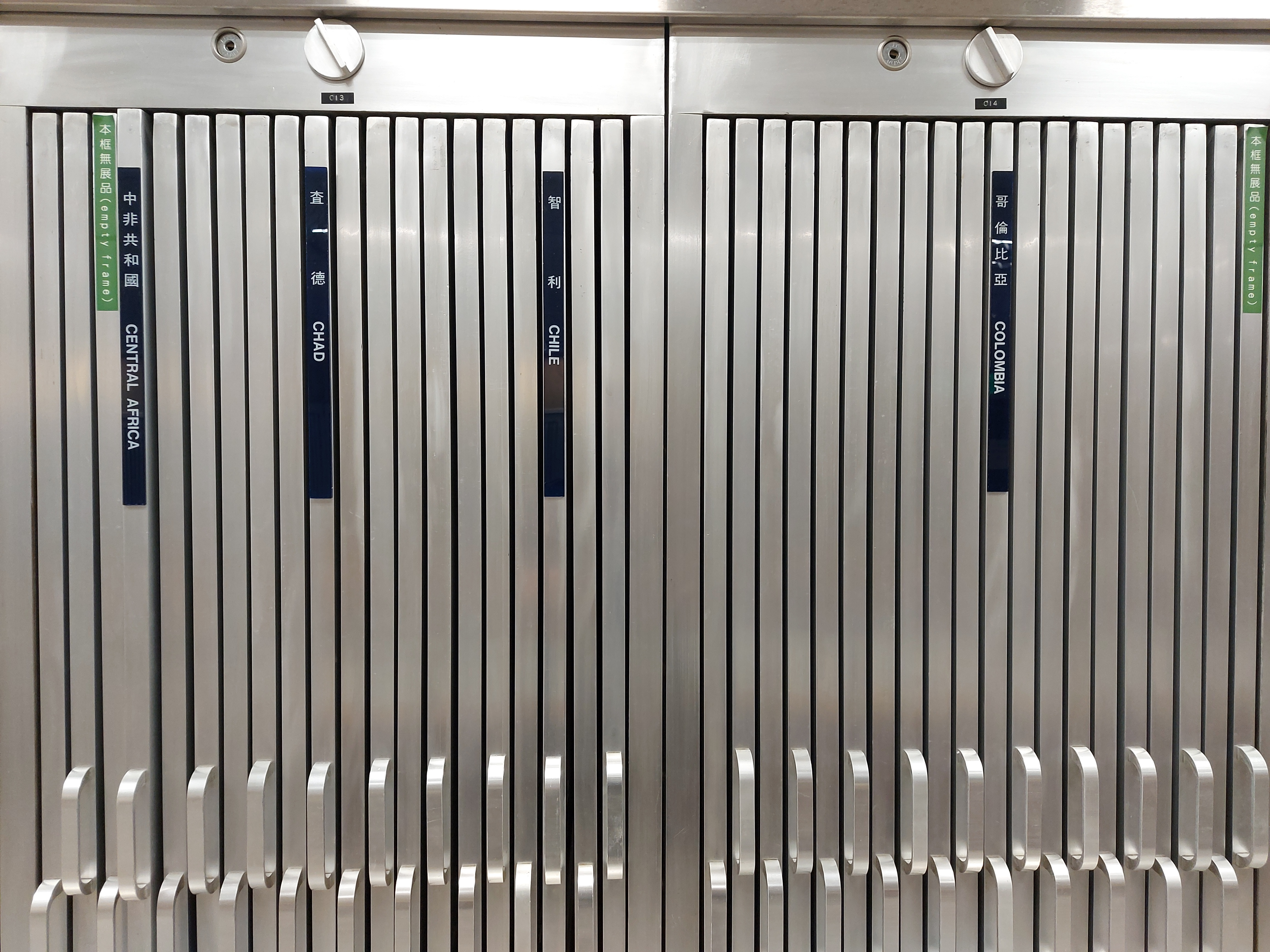
Samlingssystem i Taipeis postmuseum.

Frimärksutställningar, med eller utan tävlingar, förekommer på olika nivåer, från små lokala till stora internationella. I samband med de senare ges ofta speciella frimärksserier ut. Vid stora utställningar eller mässor finns i regel många postföretag eller postverk representerade samt många frimärkshandlare.

## Postverken och postföretagen
Posten, liksom många internationella postföretag eller postverk, har en särskild frimärksavdelning, som bland annat tillhandahåller alla moderna frimärken samt som svarar för utgivningen av så kallade förstadagsbrev med specialstämplar (FDC, First Day Cover). Andra typer av filatelistiska produkter som tillhandahålls är officiella maximikort, årssatser, minneskort och minneshäften, minnespoststämplar och årsböcker med mera. Tidigare tillhandahöll bland annat Postverket så kallade kilovaror med klipp från postmakulatur med stämplade frimärken och etiketter.
Vissa små länder eller områden med blygsam postgång kan syssla med massvisa specialutgåvor in absurdum av rent fiskala skäl. Sådana utgåvor är mindre väl sedda av seriösa filatelister.
Det finns även företag och personer som i rent vinstsyfte ger ut frimärken från länder som inte finns eller med ett lands namn på utan att det är frågan om en officiell utgåva.

## Tillbehör
Det finns olika tillbehör, förutom kataloger och litteratur, som filatelisten kan behöva för att utöva sitt samlande. I första hand behövs någonstans att förvara sina objekt. Det kan exempelvis vara i ett album, en låda eller ett kartotek. Det finns många varianter på album att tillgå, allt från album med förtryckta sidor, med bilder på de frimärken som skall samlas och till insticksalbum där dubbletter kan samlas.
Andra viktiga tillbehör är: pincett, förstoringsglas eller lupp, tandningsmätare, UV-lampa, vattenmärkessökare med mera.

## Att hitta objekt
Att leta efter filatelistiska objekt och att till slut finna det man vill ha eller något objekt som man inte visste fanns är en stor del av tjusningen med filateli som hobby. Det finns många olika sätt att hitta objekt till sin samling. Man kan givetvis börja med att spara de brevomslag och vykort man får. Man kan byta frimärken med andra eller man kan köpa frimärken såväl ostämplade som stämplade. För de vanligaste frimärkena är kostnaderna låga och utbudet stort. Förr i tiden fanns ett rikt utbud av frimärkshandlare med fysiska butiker medan det idag är vanligare att handeln sker via internet och auktioner.